# Хвилевідний концентратор на позаосьових пандирекційних зональних голограмах
Хвилевідний концентратор на позаосьових пандирекційних зональних голограмах (Waveguide concentrator on off-axis pan-directional zonal holograms) — оптичний пристрій, який забезпечує кутове відхилення оптичних променів у просторі дифракцією їх на позаосьових зональних пластинках–голограмах, транспортування випромінювань шляхом повного внутрішнього відбиття та збирання на невеликій поверхні фотоприймача, розташованого на торці хвилеводу в одне п'ятно як промені, що падають по нормалі до поверхні голограми, так і промені, що падають на поверхню голограми під різними кутами нахилу. Як фізичну модель розсіяних сонячних випромінювань для виготовлення пандирекційної голограми можна, зокрема, використати квазімонохроматичні випромінювання, які поширюється від дифузно відбиваючої або ж дифузно проникної розсіючої поверхні протяжного об'єкта, освітленого плоским пучком монохроматичного  світла  певної довжини хвилі.

## Пандирекційні зональні голограми
Позаосьові зональні голограми дозволяють доволі ефективно збирати монохроматичні випромінювання широких пучків у точці фокуса, якщо вони падають на голограму по нормалі до її поверхні. Випромінювання ж широких пучків також збирається в одній точці, яка розташована на фокальній площині, проте, на віддалі від точки головного фокуса, оскільки реальні сонячні випромінювання у більшості випадків попадають на вхід концентратора під різними кутами як результат розсіювання атмосферою та неупорядкованого відбиття від оточуючих тіл. В ідеалі достеменна структура сонячних випромінювань має бути врахована в моделі об'єктного та/або опорного оптичних пучків випромінювань під час запису голограми. Таку голограму можна назвати пандирекційною, оскільки вона дозволяє збирати в одне п'ятно як промені, що падають по нормалі до поверхні голограми, так і промені, що падають на поверхню голограми під різними кутами нахилу. Як фізичну модель розсіяних сонячних випромінювань для виготовлення пандирекційної голограми можна, зокрема, використати квазімонохроматичні випромінювання, які поширюється від дифузно відбиваючої або ж дифузно проникної розсіючої поверхні протяжного об'єкта, освітленого плоским пучком монохроматичного  світла  певної довжини хвилі.
Як було показано раніше, при запису голограми точкового об'єкта використовуються точкове об'єктне джерело монохроматичного світла і один опорний плоский пучок. У результаті, формується зональна пластинка, Число точкових об'єктних джерел світла можна збільшувати до нескінченності. У результаті на голограмі буде записано нескінченне число зональних пластинок Габора, які при відновленні формують уявні і дійсні зображення цих джерел і передають всю глибину простору. Принцип запису та відновлення точкових джерел світла можна поширити на запис та відновлення голограм складних протяжних об'єктів. Кожну точку складного об'єкта, який освітлюється при запису монохроматичним пучком світла, можна вважати точковим джерелом світла, яке інтерферує в площині реєстратора з плоским хвильовим пучком тієї ж довжини хвилі і фази, створюючи так свою зональну пластинку Габора. Щоб записати голограму складного протяжного об'єкта, вихідний лазерний пучок спочатку розбивається на два пучки випромінювань приблизно однакової інтенсивності. Один пучок освітлює об'єкт, який потім розсіює світло на носій запису. Відповідно до теорії дифракції, кожна точка на поверхні об'єкта діє як точкове джерело світла, тому носій запису можна вважати освітленим набором точкових джерел, розташованих на різних відстанях від середовища. Другий (еталонний) пучок безпосередньо освітлює носій запису. Кожна хвиля точкового джерела інтерферує з опорним пучком, породжуючи власну синусоїдальну зонну пластину на носії запису. Отриманий візерунок є сумою всіх цих зональних пластинок Габора, які об'єднуються, створюючи випадковий (крапчастий) візерунок. Голографічне зображення протяжного об'єкта високої якості можна отримати, зокрема, використовуючи схему Лейта — Упатнієкса.
При запису пандирекційних голограм в просторі оптичної пластини розсіяним світлом дифузно відбиваючої поверхні як фізичну модель джерела розсіяних сонячних випромінювань вибрано протяжний об'єкт ОВ з дифузно відбиваючою поверхнею SC. Пучок монохроматичного світла поділяється світлоподільником на дві частини. Одна його частина, що позначена на рисунку як опорна хвиля RW, спрямовується на протяжний об'єкт ОВ, друга частина, яка позначена на рисунку як об'єктна хвиля ОW, спрямовується на активний шар фотореєстраційного матеріалу AL в просторі оптичної пластини ОР. Освітлений референтним оптичним пучком об'єкт поводить себе як протяжне джерело дифузно розсіяного світла, кожна точка А його дифузно розсіючої поверхні випромінює сферичну хвилю, конус якої освітлює кожну точку В фотореєстраційного матеріалу AL. Так, А2В1В2 — осьова сферична хвиля, що випромінюється точковим джерелом світла А2; θ2 — кут розбіжності сферичної хвилі. Сферична хвиля, що випромінюється кожним точковим джерелом світла, інтерферує на поверхні фотореєстраційного матеріалу з позаосьовою сферичною хвилею ОW. У результаті суперпозиції хвиль формується пандирекційна інтерферограма, яка несе тривимірну інформацію про інтегральне електромагнітне поле розсіяних сонячних випромінювань.
При запису пандирекційних голограм в просторі оптичної пластини розсіяним світлом дифузно проникної поверхні як фізичну модель джерела розсіяних сонячних випромінювань вибрано протяжний об'єкт ОВ з дифузно проникною розсіючою поверхнею SC. Пучок монохроматичного світла поділяється світлоподільником на дві частини. Одна частина його, що позначена на рисунку як опорна хвиля RW, спрямовується на об'єкт ОВ, друга частина, яка позначена на рисунку як об'єктна хвиля ОW, спрямовується на  активний шар фотореєстраційного матеріалу AL в просторі оптичної пластини ОР. Освітлений референтним оптичним пучком світлопроникний об'єкт поводить себе як протяжне джерело дифузно розсіяного світла, кожна точка А його дифузно розсіючої поверхні випромінює сферичну хвилю, конус якої освітлює кожну точку В фотореєстраційного матеріалу AL. Так, А1В1В2 — позаосьова сферична хвиля, що випромінюється точковим джерелом світла А1; А2В1В2 — осьова сферична хвиля, що випромінюється точковим джерелом світла А2; А3В1В2 — позаосьова сферична хвиля, що випромінюється точковим джерелом світла А3; θ1, θ2, θ3 — кути розбіжності сферичних хвиль.   Сферична хвиля, що випромінюється точковим джерелом світла, інтерферує на поверхні фотореєстраційного матеріалу з позаосьовою сферичною хвилею ОW. У результаті суперпозиції хвиль формується пандирекційна інтерферограма, яка несе тривимірну інформацію про інтегральне електромагнітне поле розсіяних сонячних випромінювань.
Отриману оптичну систему голограма — хвилевідна оптична пластина можна використати як планарний концентратор сонячних випромінювань, голограма якого відновлюється розсіяним світлом оточуючого середовища.
При запису голограми можна також використати схему Денисюка. Оскільки опорний та об'єктний пучки у цій схемі спрямовані назустріч один одному, досягається висока просторова частота голограми. У цьому разі при відновленні відбувається селекція відповідної довжини хвилі.

## Каскадний хвилевідний концентратор на позаосьових пандирекційних зональних голограмах
Сонячні випромінювання, які корисні для виробітку теплової та електричної енергії мають широкий спектр. З іншого боку, голографічні дифракційні концентратори володіють хроматичними абераціями. Часткове подолання втрат сонячних випромінювань, зумовлених хроматичними абераціями, досягається в схемі каскадного концентратора на основі позаосьових пандирекційних зональних голограм. Виконані позначення: І, ІІ, ІІІ — каскади; концентратора; OP — оптична пластина; І, ІІ, ІІІ — каскади концентратора; OP1, OP2, OP3 — оптична пластина; AL — активний шар реєстраційного матеріалу; RW — мультиспектральна хвиля; H–λ1, H–λ2, H–λ3 — спектральні голограми; H2 — наближена голограма; OW11–λ1, OW21–λ1, OW11–λ2, OW21–λ2 OW11–λ3, OW21–λ3 — відновлені об'єктні хвилі, що поширюються з віддаленої та наближеної голограм. Відновлення спектральних позаосьових голограм Hλ1, Hλ2, Hλ3 відбувається пошарово дифракцією випромінювань певного діапазону спектру OW11–λ1, OW21–λ1, OW11–λ2, OW21–λ22 OW11–λ3, OW21λ3 в просторі хвилевідних оптичних пластин OP1, OP2, OP3.
За певних умов збиральні голограми можуть бути розташовані на нижній поверхні оптичної пластини, у цьому випадку хвилевідні властивості оптичної пластини не використовуються. Відновлені об'єктні хвилі з віддаленої ОW11 та наближеної ОW21 голограм Н поширюються за межами оптичної пластини OP.
Випадки поширення дифрагованого випромінювання в просторі оптичної пластини та за її межами можуть поєднуватися в одній конструкції. Втрати сонячного випромінювання в голографічних концентраторах можна зменшити також певною мірою, використовуючи оптичні пластини зі сходинковим та градієнтним розподілом показника заломлення.